# Стеван Гардиновачки
Стеван Баја Гардиновачки (Београд, 20. новембар 1936 — Нови Сад, 28. јун 2011) био је српски позоришни, телевизијски и филмски глумац. 

## Биографија
Рођен је 20. новембра 1936. године у Београду, а преминуо је 28. јуна 2011. године у Новом Саду после краће болести. Глумио је у великом броју позоришних представа, играо је у великом броју филмова, радио и тв драма и серија. Био је члан ансамбла Народног позоришта, Суботица (1961—1965), затим Народног позоришта „Тоша Јовановић“, Зрењанин (1965—1969), када прелази у Српско народно позориште у Новом Саду, где остаје до пензионисања.
По доласку у СНП, врло брзо је постао један од водећих глумаца у ансамблу. Првак-доајен Драме постао је у септембру 1991. године. Од 1. децембра 1996. до 16. августа 1999. године, био је директор Драме СНП.
Играо је на београдским сценама у више пројектних представа. Бавиo се организовањем ауторских група за поједине пројектне представе (Јанез).
Стеван Гардиновачки је био глумац без фаха, веома разноврстан и реалистичан. Био је даровит, марљив и дисциплинован глумац са способношћу да се прилагоди редитељским захтевима. Без обзира на обим и значај улоге свакој је прилазио са много пажње, без потцењивања и са потпуном усредсређеношћу.
Био је члан Удружења драмских уметника Србије.
Био је у браку је са глумицом Мирјаном Гардиновачки.

## Награде и признања
- Стеријина награда за глумачко остварење 1991. године
- више награда на Сусретима војвођанских позоришта
- више награда Удружења драмских уметника Србије
- Октобарска награда Новог Сада 1988. године
- Златна арена на Филмском фестивалу у Пули за епизодну улогу у филму Стићи пре свитања 1978. године.[7]
- Гран при „Ћеле кула“ и Награда публике на Филмским сусретима у Нишу 1994. године
- Златни римски новчић за афирмацију и допринос југословенском филму на Фестивалу у Врњачкој Бањи 1994. године

## Филмографија
| Год.     | Назив                                | Улога              |
| -------- | ------------------------------------ | ------------------ |
| 1970.-те |                                      |                    |
| 1973.    | Самртно пролеће                      |                    |
| 1978.    | Госпођа министарка                   | Јова Поп Арсин     |
| 1978.    | Момци из Црвене дуге                 |                    |
| 1978.    | Стићи пре свитања                    | Мија „Мечкар“      |
| 1978.    | Размишљанка - измишљанка (ТВ серија) |                    |
| 1978.    | Код Камиле                           |                    |
| 1979.    | Махагони                             |                    |
| 1979.    | Књига другова                        |                    |
| 1979.    | Пупинове звезде                      |                    |
| 1979.    | Тренуци слабости                     |                    |
| 1980.-те |                                      |                    |
| 1980.    | Велика потрага                       |                    |
| 1980.    | Дуд                                  |                    |
| 1980.    | Било, па прошло                      |                    |
| 1981.    | Широко је лишће                      | Гаврило            |
| 1981.    | База на Дунаву                       | Георг Стокер       |
| 1981.    | Ми смо смешна породица (ТВ серија)   | /                  |
| 1981.    | Балада о Синиши и мангупу            |                    |
| 1982.    | Залазак сунца                        |                    |
| 1982.    | Странствовање                        |                    |
| 1983.    | Мртви се не враћају (мини-серија)    |                    |
| 1983.    | Снохватице                           | газда Штер         |
| 1983.    | Развојни пут Боре Шнајдера           | Спира Клонфер      |
| 1983.    | Јесен Ђуке Дражетића                 |                    |
| 1985.    | Живот је леп                         | Месар              |
| 1985.    | Једна половина дана                  | Васа               |
| 1986.    | Најлепши дани у животу Ивана Кисека  | Кос                |
| 1986.    | Херој улице                          | Јовић              |
| 1986.    | Од злата јабука                      | Одборник           |
| 1987.    | Човек у сребрној јакни (ТВ серија)   |                    |
| 1987.    | Последње лето детињства              |                    |
| 1988.    | Дечји бич                            | Отац               |
| 1988.    | Попут листа                          |                    |
| 1988.    | Балкан експрес 2                     | Капетан Шилер      |
| 1988.    | Заборављени                          | Ловац              |
| 1989.    | Најбољи                              | Заставник Степо    |
| 1989.    | Балкан експрес 2 (ТВ серија)         | Шилер              |
| 1989.    | Специјална редакција (ТВ серија)     | Паја               |
| 1989.    | Дивљи светац                         | Макарије           |
| 1990.-те |                                      |                    |
| 1990.    | Специјална редакција                 | Паја               |
| 1990.    | Заборављени (ТВ серија)              | Ловац              |
| 1990.    | Сумњиво лице                         | Миладин            |
| 1991.    | Мала шала                            | Алекса             |
| 1994.    | Највише на свету целом               | Милош Муцула       |
| 1997.    | Горе-Доле (ТВ серија)                | Поверилац          |
| 1997.    | Покондирена тиква                    | Митар              |
| 1998.    | Зла жена                             | сват               |
| 1998.    | Џандрљиви муж                        | дедин друг         |
| 2000.-те |                                      |                    |
| 2004.    | Да није љубави, не би свита било     | Тима               |
| 2007.    | Мера за меру                         | Ескало             |
| 2008.    | Бела лађа                            | Трифун Калоперовић |
| 2008.    | Заборављени умови Србије             | Свештеник          |
| 2010.-те |                                      |                    |
| 2010.    | Сва та равница                       | Славен             |
| 2010.    | Приђи ближе                          | Деда Сава          |

## Одабрана театрографија
- Клешц, Максим Горки: „На дну“;
- Алекса, Јован Стерија Поповић: „Лажа и паралажа“;
- Јован, Јован Стерија Поповић: „Покондирена тиква“;
- Жутилов, Јован Стерија Поповић: „Родољупци“;
- Глостер, Вилијам Шекспир: „Краљ Лир“;
- жупник, Ф. Диренмат: „Посета старе даме“;
- Серебрјаков, Антон Павлович Чехов: „Ујка Вања“;
- Жан, А. Стринберг: „Госпођица Јулија“;
- милиционар Вуле, Душан Ковачевић: „Клаустрофобична комедија“;
- Младен Ђаковић и Спасоје, Бранислав Нушић: „Покојник“;
- Момчило Јабучило, Александар Поповић: „Бела кафа“;
- Борко Грацин, Александар Поповић: „Мрешћење шарана“;
- Јанез, Синиша Ковачевић: „Јанез“;
- Ескало, стари властелин, Вилијам Шекспир: „Мера за меру“;
- др Паул Алтман, адвокат, Мирослав Крлежа: „Господа Глембајеви“;
- маршал Петар Текелија, Петар Грујичић: „Текелија“;
- управник позоришта, Луиђи Пирандело: „Шест лица траже писца“;